# 喜蔭鯨鯰
喜蔭鯨鯰，為輻鰭魚綱鯰形目鯨形鯰科的其中一種，分布於南美洲奧里諾科河流域，體長可達5.4公分，棲息在底中層水域，屬肉食性，生活習性不明。

## 擴展閱讀
維基物種上的相關：喜蔭鯨鯰